# Немачка на Летњим олимпијским играма 2016.
Немачка је учествовала на Летњим олимпијским играма 2016. које су одржане у Рио де Жанеиру у Бразилу од 5. до 21. августа 2016. године. Олимпијски комитет Немачке послао је 422 квалификованих спортиста у двадесет седам спортова. Освојено је четрдесет две медаље од тога седамнаест златних. Највише медаља освојено је у кајаку и кануу, седам.

## Освајачи медаља

### Злато
- Михаел Јунг — Коњички спорт, вишебој
- Филип Венде, Лауриц Шоф, Карл Шулце, Ханс Груне — Веслање, четверац скул
- Анекатрин Тиле, Карина Бер, Џулија Лир, Лиза Шмидла — Веслање, четверац скул
- Барбара Енгледер — Стрељаштво, 50 м мк пушка тростав
- Хенри Јунгхенел — Стрељаштво, 50 м мк пушка лежећи став
- Кристина Бреринг-Шпрехе, Зенке Ретенбергер, Дороте Шнајдер, Изабел Верт — Коњички спорт, дресура екипно
- Кристоф Хартинг — Атлетика, бацање диска
- Кристијан Рајц — Стрељаштво, 25 м мк пиштољ брза паљба
- Себастијан Бредел — Кајак и кану, К-1 1000 м
- Фабиан Хамбухен — Гимнастика, вратило
- Кристина Фогел — Бициклизам, спринт
- Лаура Лудвиг, Кира Валкенхорст — Одбојка на песку, женски турнир
- Макс Рендшмит, Маркус Грос — Кајак и кану, К-2 1000 м
- Алмут Шулт, Јозефин Хенинг, Саскиа Бартусјак, Леони Мајер, Анике Кран, Симона Лаудер, Мелани Берингер, Лена Геслинг, Александра Поп, Џенифер Марожан, Ања Митаг, Табеа Кеме, Сара Дебриц, Бабет Петер, Менди Ислакер, Мелани Лојполц, Изабел Кершовски, Лаура Бенкарт, Свења Хут — Фудбал, женска репрезентација
- Себастијан Брендел, Јан Фандреј — Кајак и кану, Ц-2 1000 м
- Макс Рендшмит, Том Либшер, Макс Хоф, Маркус Грос — Кајак и кану, К-4 1000 м
- Томас Релер — Атлетика, бацање копља

### Сребро
- Сандра Ауфарт , Михаел Јунг, Ингрид Климке, Јулија Крајевски — Коњички спорт, вишебој екипно
- Моника Карш — Стрељаштво, 25 м мк пиштољ
- Лиза Унрух — Стреличарство, појединачно
- Феликс Драхота, Малте Јакшик, Ерик Јоханесен, Андреас Куфнер, Максимилиан Мунски, Ханес Оцик, Максимилиан Рајнелт, Рихард Шмит, Мартин Зауер — Веслање, осмерац
- Анџелик Кербер — Тенис, појединачно
- Изабел Верт — Коњички спорт, дресура
- Франциска Вебер, Тина Дице — Кајак и кану, К-2 500 м
- Хан Ин, Патриса Соља, Шан Сјаона — Стони тенис, екипно
- Сабрина Херинг, Франциска Вебер, Штефи Кригерштајн, Тина Дице — Кајак и кану, К-4 500 м
- Тимо Хорн, Џереми Тољан, Лукас Клостерман, Матијас Гинтер, Никлас Зуле, Свен Бендер, Макс Мајер, Ларс Бендер, Деви Зелке, Леон Горецка, Јулијан Брант, Јаник Хут, Филип Макс, Роберт Бауер, Макс Кристиансен, Гриша Премел, Серж Гнабри, Нилс Петерсен — Фудбал, мушка репрезентација

### Бронза
- Лаура Варгас Кох — Џудо, до 70 кг
- Кристина Фогел, Миријам Велте — Бициклизам, спринт екипно
- Данијел Јасински — Атлетика, бацање диска
- Софи Шедер — Гимнастика, двовисинки разбој
- Кристина Бреринг-Шпрехе — Коњички спорт, дресура
- Денис Кудла — Рвање, грчко-римски стил до 85 кг
- Патрик Хауздинг — Скокови у воду, даска 3 м
- Кристијан Алман, Мередит Микаелс-Бербаум, Даниел Дојсер, Лудгер Бербаум — Коњички спорт, прескакање препона
- Димитриј Овчаров, Тимо Бол, Бастијан Штегер — Стони тенис, екипно
- Линус Бут, Мориц Фурште, Флориан Фухс, Матс Грамбуш, Том Грамбуш, Мартин Хенер, Тобиас Хауке, Тим Херцбрух, Николас Јакоби, Матиас Милер, Тимур Оруц, Кристофер Рур, Мориц Тромперц, Никлас Велен, Кристофер Весли, Мартин Цвиклер — Хокеј на трави, мушка репрезентација
- Ерик Хајл, Томас Плесел — Једрење, 49ер
- Лиза Хан, Франциска Хауке, Ханна Кругер, Нике Лоренц, Мари Маверс, Јулија Милер, Јане Миллер-Виланд, Пиа-Софи Олдхафер, Селин Оруц, Катарина Оте, Сесил Пипер, Кристина Рејнолдс, Ане Шредер, Лиза-Мари Шуце, Аника Шпринк, Шарлоте Штапенхорст, Јана Тешке — Хокеј на трави, женска репрезентација
- Артјом Арутунјан — Бокс, велтер категорија
- Роналд Рауе — Кајак и кану, К-1 200 м
- Кристијан Диссингер, Паул Друкс, Уве Генсхајмер, Патрик Грецки, Кај Хефнер, Силвио Хајневетер, Јулиус Кун, Фин Лемке, Хендрик Пекелер, Тобиас Рајхман, Мартин Штробел, Штефен Вајнхолд, Фабиан Виде, Патрик Винцек, Андреас Волф — Рукомет, мушка репрезентација

## Учесници по спортовима
| Спорт            | Мушкарци | Жене | Укупно |
| ---------------- | -------- | ---- | ------ |
| Атлетика         | 37       | 48   | 85     |
| Бадминтон        | 3        | 4    | 7      |
| Бициклизам       | 15       | 14   | 29     |
| Бокс             | 6        | 0    | 6      |
| Веслање          | 25       | 10   | 35     |
| Гимнастика       | 5        | 12   | 17     |
| Голф             | 2        | 2    | 4      |
| Дизање тегова    | 4        | 1    | 5      |
| Једрење          | 7        | 5    | 12     |
| Кајак и кану     | 12       | 9    | 21     |
| Коњички спорт    | 7        | 5    | 12     |
| Мачевање         | 3        | 1    | 4      |
| Модерни петобој  | 2        | 2    | 4      |
| Пливање          | 17       | 12   | 29     |
| Одбојка на песку | 2        | 4    | 6      |
| Рвање            | 3        | 4    | 7      |
| Рукомет          | 14       | 0    | 14     |
| Скокови у воду   | 4        | 4    | 8      |
| Стони тенис      | 3        | 3    | 6      |
| Стреличарство    | 1        | 1    | 2      |
| Стрељаштво       | 9        | 6    | 15     |
| Теквондо         | 2        | 1    | 3      |
| Тенис            | 3        | 5    | 8      |
| Триатлон         | 0        | 2    | 2      |
| Фудбал           | 18       | 19   | 37     |
| Хокеј на трави   | 16       | 16   | 32     |
| Џудо             | 7        | 6    | 13     |
| 27 спортова      | 227      | 196  | 423    |